# Kastania (Ioannina)
Kastania este un oraș în Grecia în prefectura Ioannina.